# امپراتور کوتوکو
امپراتور کوتوکو (به ژاپنی: 孝徳天皇 Kōtoku)(زادهٔ ۵۹۶- مرگ ۲۴ نوامبر ۶۵۴ میلادی) سی و ششمین امپراتور ژاپن بود. وی از ۶۴۵ میلادی تا سال مرگش امپراتوری نمود. نام قبل از سلطنت شاهزاده کارو یا کارومیکو بود.
برپایهٔ گزارش نیهون‌شوکی او مردی فرهیخته بوده و توجه ویژه‌ای به بودایی‌گری داشته است. از اقدامات او کوشش برای فرستادن سفیر به چین بود، ولی کشتی سفیر پیش از رسیدن به دربار دودمان تانگ در دریا غرق شد.